# Mancak (plaats)
Mancak is een bestuurslaag in het regentschap Serang van de provincie Banten, Indonesië. Mancak telt 3583 inwoners (volkstelling 2010).